# Lygodactylus decaryi
Lygodactylus decaryi (карликовий гекон Анхеля) — вид геконоподібних ящірок родини геконових (Gekkonidae). Ендемік Мадагаскару. Вид названий на честь французького ботаніка Раймонда Декарі.

## Поширення і екологія
Карликові гекони Анхеля відомі з кількох місцевостей, розташованих на південному сході острова Мадагаскар, в регіонах Андруа і Анузі. Вони живуть в сухих саванах, на висоті 400 м над рівнем моря. Відкладають яйця.